# 袁陟
袁陟（?—?），字世弼，號遁翁，汝州（治所在今河南臨汝）人，一說南昌（今屬江西）人。
慶曆六年（1046年）進士。年未冠即有詩名，曾與蜀人張俞較量。曾任當塗（今屬安徽）知縣，官至太常博士。刻苦好學，與歐陽修、韓琦等人有往來，因瘦瘠孱弱，死時年僅三十四。臨死前上《建儲議》，又自寫墓誌銘：“青靄千峰暝，悲風萬木呼。其誰挂寶劍，應有奠生芻。皓月終宵隕，長松半壑枯。泉聲吾所愛，能到夜臺無？”。有《遯翁集》十卷，今不傳。清雍正《江西通志》卷四九、六六有傳。